# Río Grande de Loíza
El río Grande de Loíza es un río en la isla de Puerto Rico. Está situado en la costa norte de la isla. Fluye de sur a norte y desemboca en el océano Atlántico, a unos pocos kilómetros al este de San Juan.
El río tiene una longitud aproximada de 64 kilómetros. Tiene su origen en el municipio de San Lorenzo a una altitud de aproximadamente 1000 metros sobre el nivel del mar. Atraviesa los municipios de San Lorenzo, Caguas, Gurabo, Trujillo Alto, Carolina, Canóvanas y Loíza, formando el Lago Loíza a lo largo de su ruta. Es el río con mayor caudal en Puerto Rico, y el segundo más largo detrás del río de la Plata.
El río fue inmortalizado en un poema de Julia de Burgos.